# Kalf (bouwkunde)

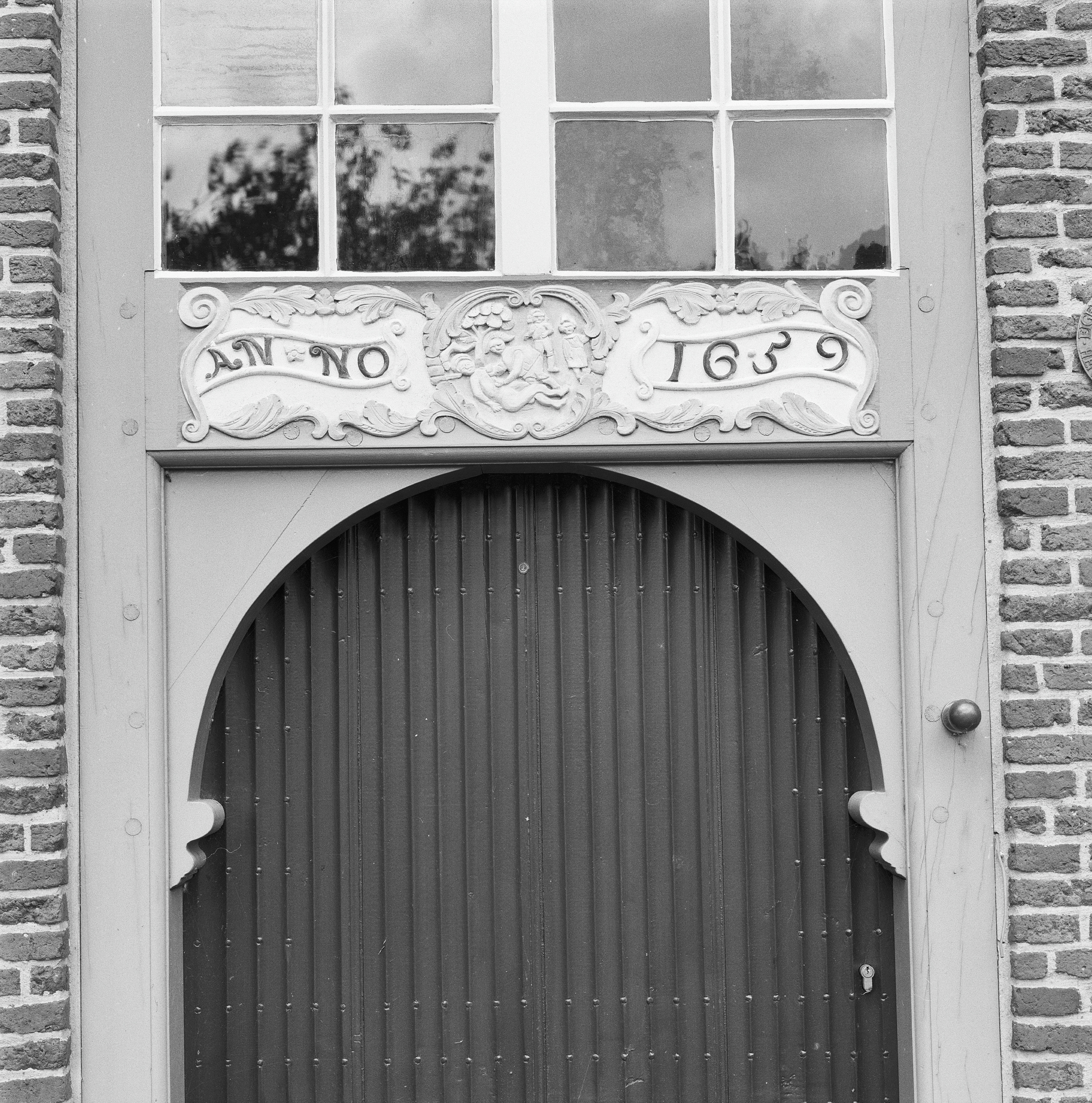
Deurkalf van Barmhartige Samaritaan in de Noord-Hollandse plaats Blokker.

Een kalf heeft binnen de bouwkunde drie betekenissen:
1. Een kalf of tussendorpel is een horizontale dorpel die een erboven gelegen deel scheidt van een eronder gelegen deel. Wanneer een kalf een ondergelegen deur scheidt van een bovenlicht, wordt ook wel gesproken van een deurkalf. Een kalf kan binnen een kruiskozijn ook worden gebruikt voor het scheiden van een ondergelegen luikopening van een bovengelegen glas en werd als zodanig vroeger ook wel glashout genoemd.
2. Een schuin verbindingstuk in een balkgebint of dakconstructie: In een balkgebint in de driehoek tussen muurstijl, korbeel en sleutelstuk of in een dakconstructie tussen dakspoor en gewelfhout of tussen spantbeen en korbeel.
3. Binnen een raveling: een stuk balk tussen een balk en een daarin geraveelde halve balk en een daar weer in geraveelde halve balk.